# Sigurd il Forte
Sigurðr Hlöðvirsson, comunemente noto come Sigurd il Forte (in norreno Sigurðr digri; 960 circa – 23 aprile 1014), è stato un Conte delle Orcadi. La principale fonte di informazioni sulla sua vita è la Saga degli uomini delle Orcadi, scritta secoli dopo la sua morte.
Secondo la Saga degli uomini delle Orcadi, Sigurd era figlio di Hlodvir, uno dei cinque figli di Thorfinn Turf-Einarsson, e di Eithne, che si dice fosse figlia di Kjarvalr, re d'Irlanda, Cerball mac Dúnlainge, re di Osraige, che morì nell'888. Hlodvir morì nel proprio letto e lasciò il titolo di conte a Sigurd.
Lo zio di Sigurd, Ljot, era stato ucciso in guerra contro gli scozzesi, e Sigurd dovette presto affrontare problemi nelle regioni meridionali. Un certo "conte Finnleik" guidò un esercito contro di lui, superandolo in numero in proporzione di sette a uno. La Saga riporta la risposta che la madre di Sigurd gli diede quando si rivolse a lei per un consiglio:
Lo Stendardo del corvo si comportò come predetto dalla madre di Sigurd: egli vinse, ma chi portava lo stendardo morì.
Secondo la Njáls saga del XIII secolo, Gormflaith chiese al figlio Sigtrygg Barba di Seta di chiedere a Sigurd di aiutarla a combattere contro il suo ex marito, Brian Boru:
(capitolo 154)
(capitolo 155)
In una fonte irlandese del XII secolo, il Cogad Gáedel re Gallaib, vengono raccontati gli eventi della battaglia di Clontarf del 1014. Gli "stranieri e abitanti di Leinster" furono guidati da Brodir dell'isola di Man e da Sigurd, e la battaglia durò tutto il giorno. Anche se Brian morì in battaglia, gli irlandesi riuscirono a cacciare indietro i nemici fino al mare, e lo stesso Sigurd fu ucciso. Sigurd lasciò quattro figli: Brusi, Sumarlidi, Einar e Thorfinn, ognuno dei quali ebbe il titolo di Conte delle Orcadi.